# Sugar Creek
Sugar Creek és una població dels Estats Units a l'estat de Missouri. Segons el cens del 2000 tenia 3.839 habitants.

## Demografia
Segons el cens del 2000, Sugar Creek tenia 3.839 habitants, 1.633 habitatges, i 1.048 famílies. La densitat de població era de 179,4 habitants per km².
Dels 1.633 habitatges en un 24,8% hi vivien nens de menys de 18 anys, en un 46,2% hi vivien parelles casades, en un 12,1% dones solteres, i en un 35,8% no eren unitats familiars. En el 30% dels habitatges hi vivien persones soles el 10,4% de les quals corresponia a persones de 65 anys o més que vivien soles. El nombre mitjà de persones vivint en cada habitatge era de 2,35 i el nombre mitjà de persones que vivien en cada família era de 2,87.
Per edats la població es repartia de la següent manera: un 22,1% tenia menys de 18 anys, un 8,5% entre 18 i 24, un 29,9% entre 25 i 44, un 24,7% de 45 a 60 i un 14,8% 65 anys o més.
L'edat mediana era de 39 anys. Per cada 100 dones de 18 o més anys hi havia 98,5 homes.
La renda mediana per habitatge era de 39.967 $ i la renda mediana per família de 46.208 $. Els homes tenien una renda mediana de 35.341 $ mentre que les dones 23.686 $. La renda per capita de la població era de 20.784 $. Entorn del 10,3% de les famílies i el 10,8% de la població estaven per davall del llindar de pobresa.

## Poblacions més properes
El següent diagrama mostra les poblacions més properes.